# جائزة سام آدامز
جائزة سام آدامز تُمنح سنويًا من قِبل زملاء سام آدامز للتميز في الاستخبارات، وهم مجموعة من ضباط وكالة الاستخبارات المركزية الأمريكية (CIA) المتقاعدين، إلى العاملين في الاستخبارات ممن يهبون دفاعًا عن النزاهة والأخلاقيات. وقد سُميت بهذا الاسم نسبة إلى صامويل إيه آدامز، والذي كان كاشف الفساد لوكالة الاستخبارات المركزية أثناء حرب فيتنام، والتي يأخذ شكلها المادي شكل «شمعدان إنارة جانبية». وقد حصل عليها العديد من كاشفي الفساد.

## الحاصلون على الجائزة
- 2002: كولين رولي
- 2003: كاثرين جن
- 2004: سيبيل إدموندز
- 2005: كريغ ميراي
- 2006: صامويل بروفانس
- 2007: أندرو ويلكي
- 2008: فرانك جريفيل[2]
- 2009: لاري ويلكرسون[3]
- 2010: جوليان أسانج[4][5][6]
- 2011: توماس دريك وجيسيلين راداك
- 2012 توماس فينجر[7]
- 2013: إدوارد سنودن[8]
- 2014: برادلي مانينغ[9][10]